# Sivar Mammadova

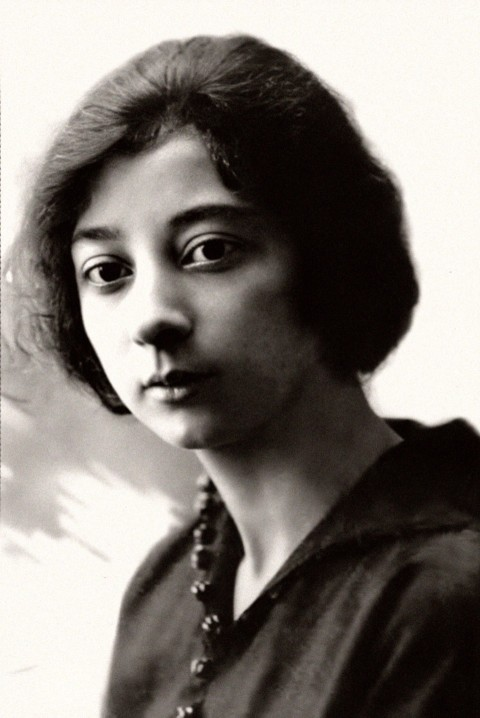
Sivar Mammadova

Sivar Mammadova (russisch Зивер Мамедова, aserbaidschanisch Zivər Məmmədova; * 1. Junijul. / 14. Juni 1902greg. in Baku; † 22. April 1980 ebenda) war eine sowjetische Bildhauerin.

## Leben
Mammadowa studierte an der Kunsthochschule Baku bei Stepan Dmitrijewitsch Ersja mit Abschluss 1924.
Nach dem Studium arbeitete Mammadowa in den Ateliers von Ersja und Pinchos Wladimirowitsch Sabsai in Baku, bei denen er weiter lernte.
In der Zeit von 1930 bis 1940 schuf Mammadowa Porträt-Büsten von Əzim Əzimzadə, Husseinkuli Sarabski, Meschadi Asisbekow, Idris Suleimanow, Husseinbala Alijew, Bəsti Bağırova u. a. Eines ihrer besten Werke ist die 1950 entstandene Statue des aserbaidschanischen Komponisten Üzeyir Hacıbəyov. Daneben fertigte sie Schalen, Vasen und andere Gegenstände der Angewandten Kunst an. 1970 schuf sie das Porträt eines Enkels.
Der Bildhauer Tokai Mammadov war Mammadowas Sohn.